# Spiegelhof (Bremen)
Das Bauernhaus Spiegelhof befindet sich in Bremen, Stadtteil Burglesum, Ortsteil Werderland, Lesumbroker Landstraße 220. Das Haus entstand 1667 (lt. Inschrift). 
Das Haus steht seit 1973 unter Bremer Denkmalschutz.

## Geschichte
Das Werderland in Lesumbrok zwischen Lesum und Weser ist eine baumarme Marschenlandschaft und war ein von Lesum aus kolonisiertes Bruchland (Sumpfland). Im Mittelalter um nach 1200 stand hier ein Freihof als gerichtsunabhängiger Hof, der Verfolgten drei Tage lang auf dem Hof Schutz gewähren konnte, ohne dass sie vom Gohgericht behelligt wurden. Im 13. bis 15. Jahrhundert besaßen die Ritter von Aumund den Meierhof, später die von Schönebeck und dann die Bremer Ratsfamilie Steding. An der äußersten Ecke des Werderlandes steht zwischen Eichen und Eschen der Hof to den voten bzw. Hof t’on Ort, später der Spiegelhof, den der spätere Bremer Bürgermeister Heinrich von Aschen 1667 bauen ließ. Um 1840 erwarb der Schiffbauer Johann Lange das Gut. 1889 pachtete Albrecht Buschmann aus Grambke den Hof. 
Das gut erhaltene, authentische, eingeschossige, ausgemauerte, reithgedeckte 25 Meter lange und 13 Meter breite Fachwerk- und Zweiständerhallenhaus mit Satteldach und südlichem Krüppelwalm, rundem Ulenlock am nördlichen Wohnhausgiebel und der südlichen Groten Dör im Grotdörgiebel wurde 1667 in der Epoche des Barocks gebaut. Es ist das älteste Niedersachsenhaus in Bremen mit 200 m² Wohnfläche und 160 m² Stall; allein das Flett (eine offene Wohnküche) mit seltenen Wesersandsteinplatten umfasst 70 m². 
Eine Instandsetzung von 1983/84 wurde mit 260.000 DM Fördermitteln der Stiftung Wohnliche Stadt und erheblichen Eigenmittel der Familie Spiegel (Nachkommen von Albrecht Buschmann) durchgeführt.
 
Das 640 m² große Dach wurde 2013 erneuert. Heute (2018) wird das Haus für Wohnzwecke genutzt.
Das Doktorhaus von um 1770, Lesumbroker Landstraße 110, steht auch unter Denkmalschutz.